# Cuatro artes (China)
Los cuatro artes tradicionales de China, consistían en cuatro artes que un escolar tenía que aprender desde la dinastía Han en adelante. Estas artes eran: qín (琴 arte musical), qí (棋 arte del juego), shū (书 arte de la caligrafía) y huà (画 arte del dibujo).

## Historia de su origen
Cada uno de los elementos individuales del concepto de las cuatro artes tradicionales chinas tienen historias muy largas como actividades apropiadas, la primera vez que aparece en una la fuente escrita como un conjunto de artes es Fashu Yaolu de Zhang Yanyuan (Compendium de la caligrafía) de la dinastía Tang.

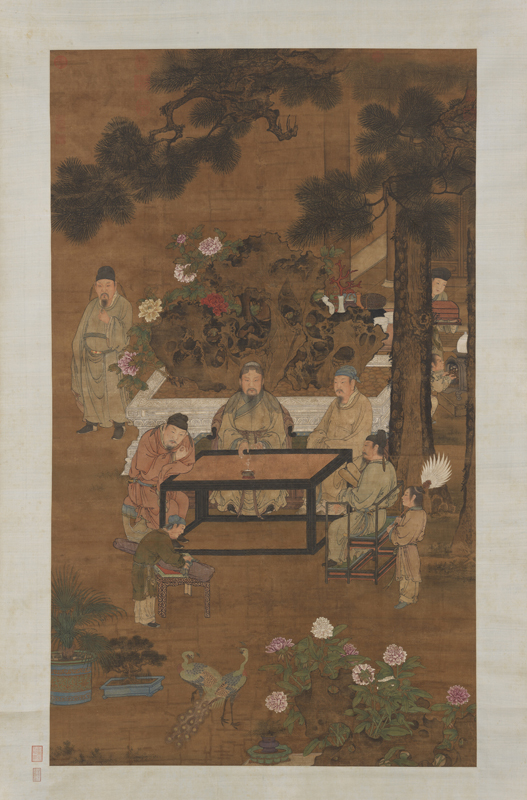
Qin
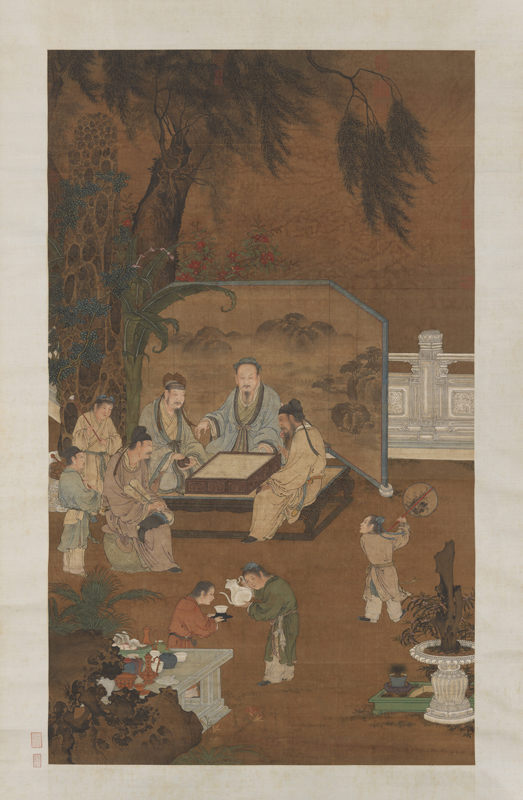
Wéiqí (Go)
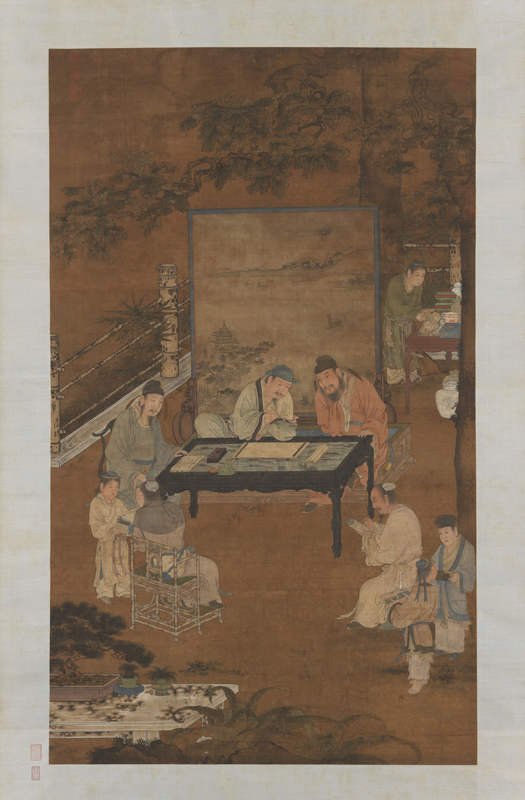
Caligrafía
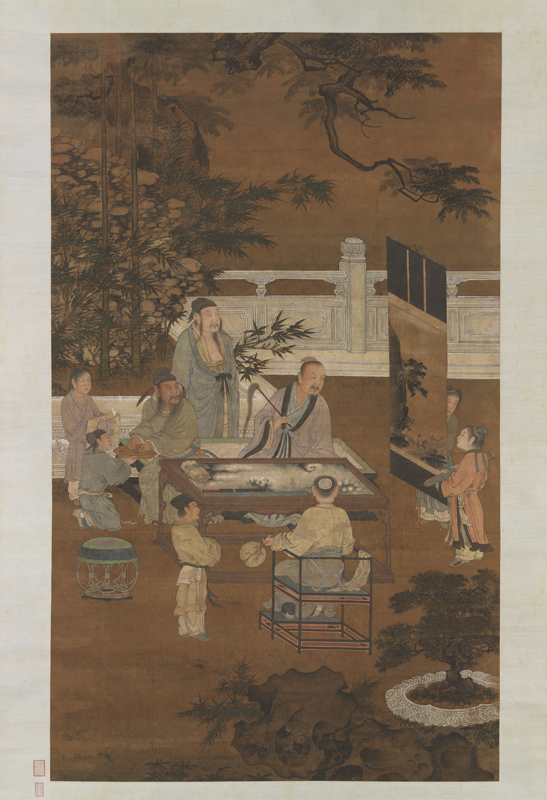
Pintura

## Qín 琴
Qín 琴 se utiliza para designar un instrumento musical de los escolares, el gǔqín. El nombre gǔqín se divide en 'gǔ' (viejo) y 'qín' (un instrumento de cuerda). El gǔqín es una especie de cítara de siete cuerdas que fue inventada por la sociedad china más de 3000 años atrás.

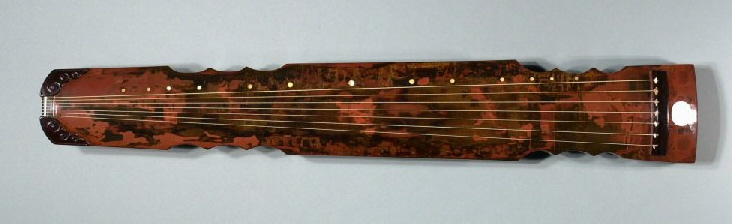
Guqin

## Qí 棋

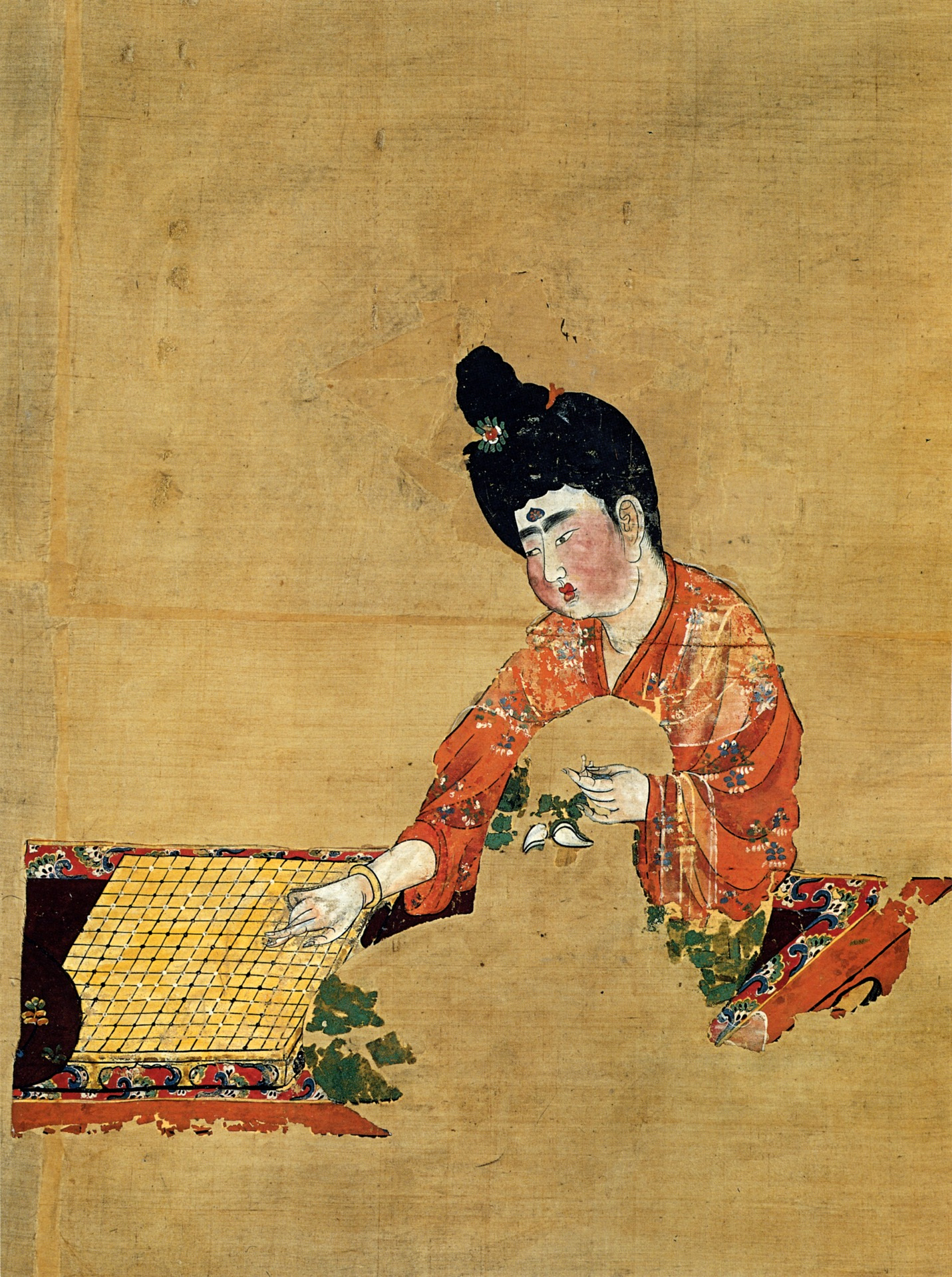
Mujer jugando al go (Dinastía Tang ca. 744), descubierta en las Tumbas de Astana.

Qí 棋 hace referencia al juego de tablero que en la actualidad se conoce como “wéiqí” (围棋, que literalmente se traduce como: "juego de los alrededores"; y que es conocido en el mundo occidental como “Go”). En este juego, que es entre dos jugadores, se va alternando la ubicación de unas piedras de color blanco y negro en una superficie de juego consistente en una rejilla de 19x19 líneas. El juego, a diferencia de en el ajedrez, requiere que las piedras se coloquen en las intercepciones de la rejilla.
El juego tiene unas reglas sencillas. Se ha de colocar alternativamente piedras negras y blancas en las intersecciones (que se llaman mù (目) ) libres del tablero. El orden siempre empieza por las fichas negras –por eso tienen una más que las blancas- y cada jugada solamente permite colocar una piedra. El objetivo final es controlar una porción del tablero mayor que la que controla el oponente. Las fichas negras no ganan una partida hasta conseguir un total de 185 intersecciones, mientras que las blancas lo hacen capturando 177 intersecciones, ya que han empezado la partida después de las negras. No está permitido hacer una jugada ocupando una libertad en el interior de una formación enemiga (suicidio), a no ser que esta jugada capture piedras del oponente. Por último, se retiran las piedras muertas de cada bando.
El go se originó hace más de 4000 años y su popularidad se extendió rápidamente fuera de las fronteras chinas, llegando a la península coreana –donde recibe el nombre de baduk– y al Japón –llamado allí igo– hace más de mil años, donde se popularizó entre los nobles y la corte.
Todavía hoy en día el juego cuenta con una gran popularidad y cada año se celebran torneos, de diversos niveles, de este juego tanto en China,  como en Japón y Corea, y en ocasiones se llevan a cabo torneos entre diversos países, lo que lleva a cabo un intercambio cultural entre los tres países.

## Shū (书)

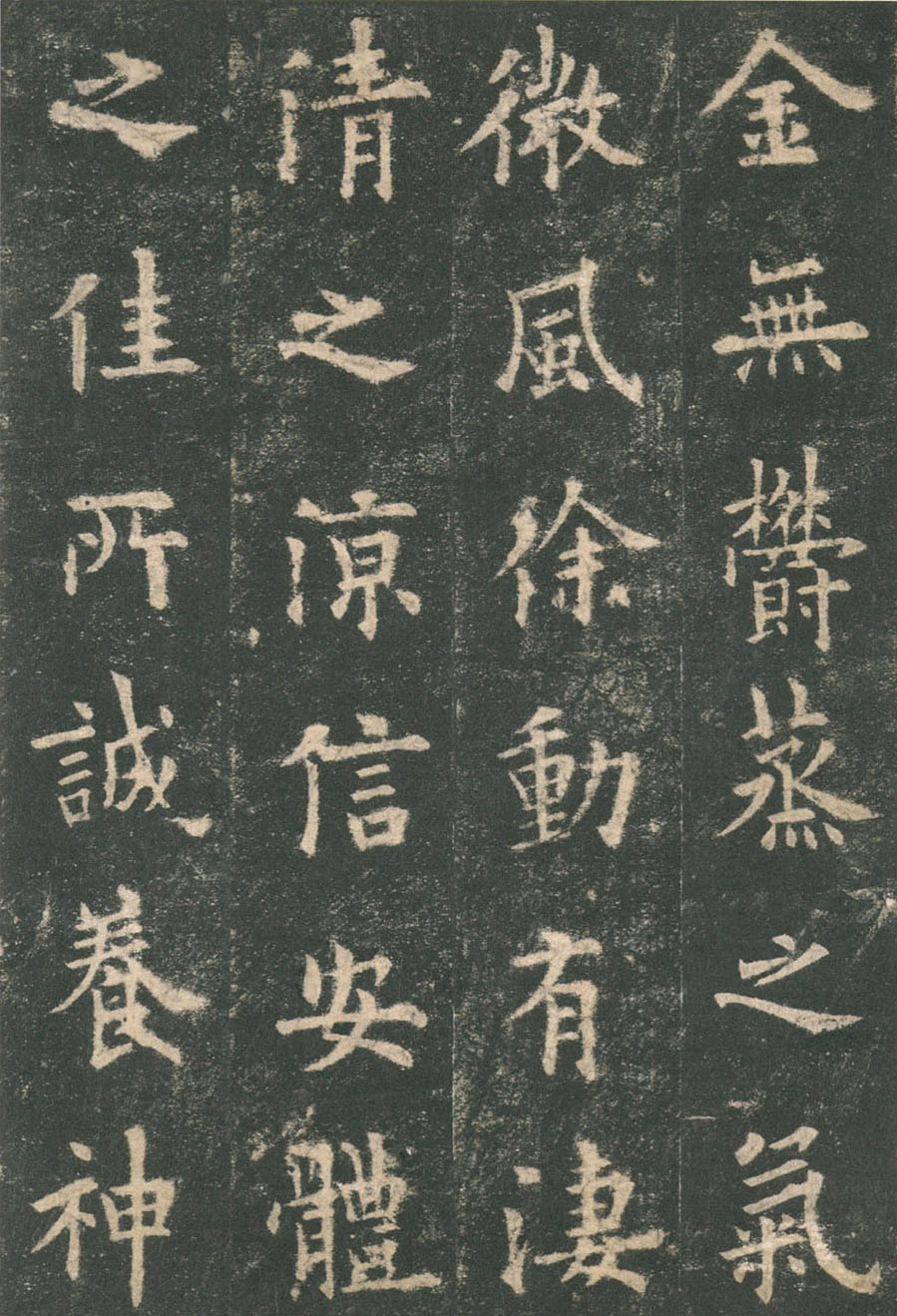
Texto del famoso calígrafo Ouyang Xun (欧阳询, 557-641).

Shū (书), o caligrafía, la cual es muy diferente a la escritura estándar. La caligrafía consistía en acentuaciones de los trazos para dar un efecto dramático al estilo individual. Se consideraba que a través de la caligrafía los escolares podían marcar sus pensamientos y enseñanzas para la inmortalidad, esto ha hecho que algunas muestras de caligrafía sean consideradas como uno de los más valiosos rastros de la cultura china más antigua.

## Huà (画 dibujo)

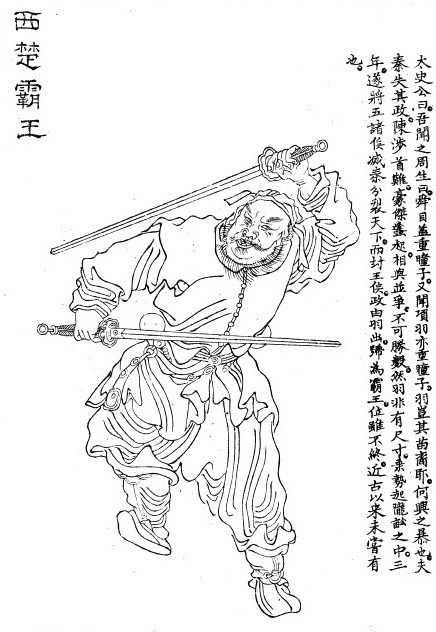
Lámina del "Wan hsiao tang (晩 笑 堂 傳 竹 竹 竹 傳 o 晚 笑 堂 画 传)" publicado en 1743. En él están las apariencias con una breve biografía de la gente histórica de China. El nombre del autor fue Shang Guanzhou (上官 周), alguna vez escribió Kuan-Shou (官 周)

Mediante el Huà (画 dibujo) o dibujo, el escolar, noble, o individuo que lo dominara, demostraba su maestría de las líneas artísticas. Para realizar estos dibujos se utilizaban tanto sedas como hojas de papel de arroz, mientras que como tinta se utilizaba solo el color negro y un único pincel. Más tarde (a lo largo de la dinastía Tang)  fueron introduciéndose los demás colores que ya se emplean en la actualidad.
Se utilizaban diversas técnicas para mejorar la calidad de tono a los dibujos, así, por ejemplo, los artistas dibujaban partes del dibujo en la seda, para más tarde lavarla antes de continuar. Con ello se conseguía aumentar el efecto estético de los paisajes y rituales que se plasmaban en estas pinturas.
Una vez terminadas las Pinturas, se colgaban en rollos de papel, que a su vez se podían o bien colgar o bien guardar enrollados. También se han encontrado álbumes con diversas pinturas y otras se han visto colgadas en las paredes.